# Флорида
Флори́да (американское произношение: [ˈflɒrɪdə] (слушать)о файле, испанское произношение: [floˈɾiða], от исп. florida «цветущая») — штат на юго-востоке США; столица — город Таллахасси.
Расположен на одноимённом полуострове между Мексиканским заливом на западе и Атлантическим океаном на востоке, с юга омывается Флоридским проливом. На севере граничит со штатами Алабама и Джорджия. Морские границы проходят вдоль всего полуострова, захватывая немного территории к северу от него и группу островов Флорида-Кис к югу.
Население — 22 244 823 человек: 3-й по численности населения штат США (после Калифорнии и Техаса).
Площадь территории — 170 304 км²: 22-й по площади территории штат США.
Крупнейший город — Джэксонвилл, крупные города — Майами, Тампа, Орландо.

## История

### Испанская Флорида
В местечке Пейдж-Ладсон в 11,5 километрах от побережья Мексиканского залива под водой на глубине 9 метров в непотревоженном геологическом слое нашли каменные орудия и кости мастодонта возрастом 14550 лет.
До прибытия в Америку европейцев, полуостров был населён индейцами тимукуа (были уничтожены в XVIII веке), калуса и семинолами. Испанский конкистадор Хуан Понсе де Леон, высадившийся здесь в 1513 году, объявил территорию владением испанской короны и нарёк полуостров la tierra florida («цветущая земля»). Первым городом во Флориде был основанный в 1564 году Сан-Агустин (ныне Сент-Огастин). По Парижскому мирному договору (1763) Великобритания обменяла у Испании Флориду на Гавану, однако уступила полуостров испанцам по итогам Американской войны за независимость (1775—1783).
В XVIII веке крики и йемасси совершили опустошительные набеги на Флориду, жертвами которых стали в основном местные индейские племена, полностью исчезнувшие (остатки были переселены испанцами на Кубу).
10 июля 1821 года вступил в силу договор Адамса — Ониса, по которому Испания передала Флориду США в обмен на отказ последних от притязаний на Техас. В 1845 году Флорида стала 27-м штатом США.

## География

### Расположение
Флорида граничит со штатами Алабама и Джорджия на севере. В пределах полуострова граница проходит по береговой линии, на юге также захватывая острова Флорида-Кис. Между полуостровом и архипелагом Флорида-Кис расположен Флоридский залив. С запада омывается Мексиканским заливом, на юге Флоридским проливом и на востоке Атлантическим океаном.
Большая часть штата Флорида расположена на одноимённом полуострове между Мексиканским заливом, Атлантическим океаном и Флоридским проливом. Летом здесь действует часовой пояс GMT-4, зимой GMT-5.
Самая высокая естественная точка в штате — холм Бриттон-Хилл, высотой 105 м (при этом самая низкая из высочайших точек всех штатов), находится в северной части штата и не относится к полуострову Флорида. Самая высокая точка на полуострове — гора Сахарная голова — 95 м. Большая часть территории штата — низменность, лишь в северной части — холмистая.

### Климат

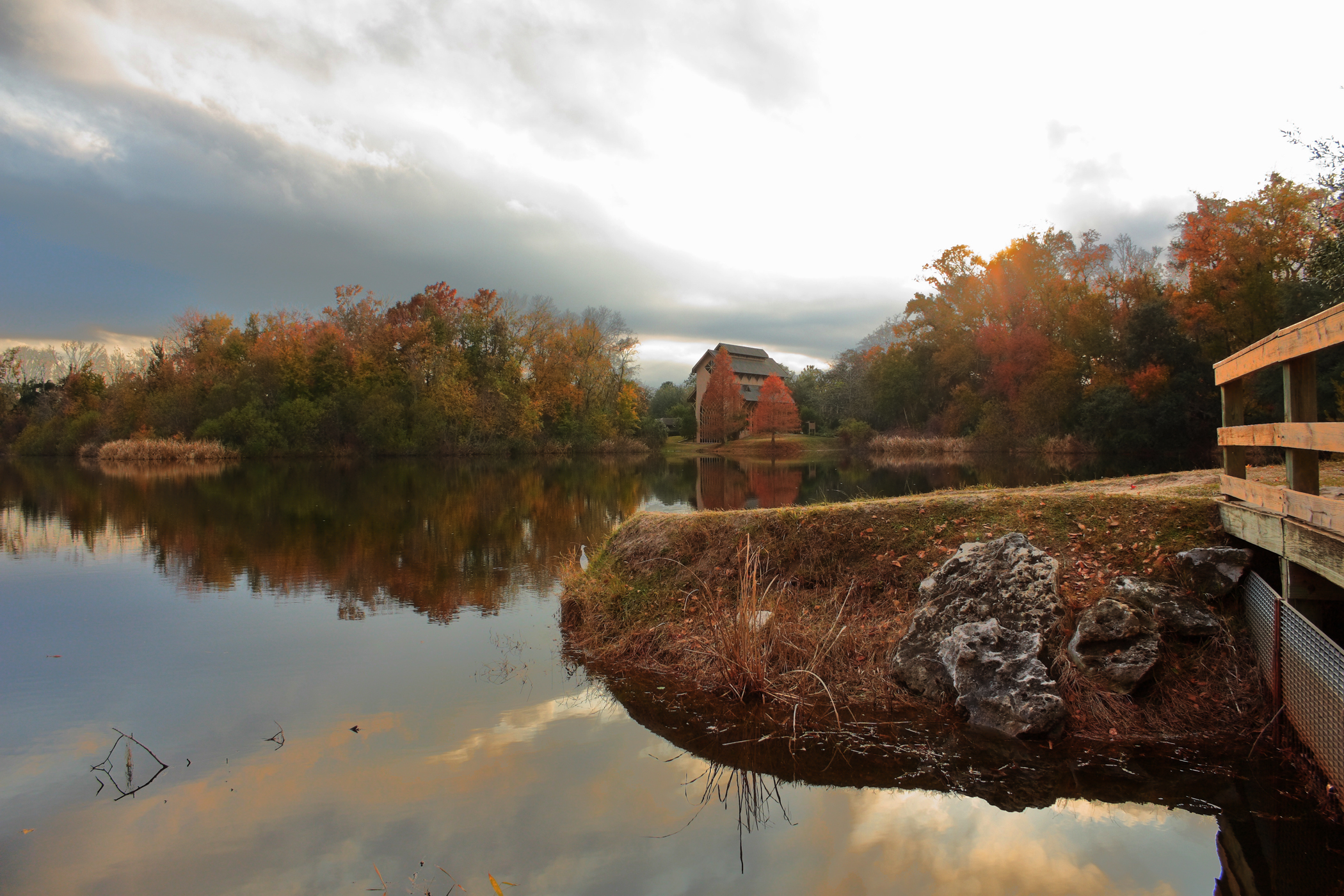
Северная Флорида, листопад.

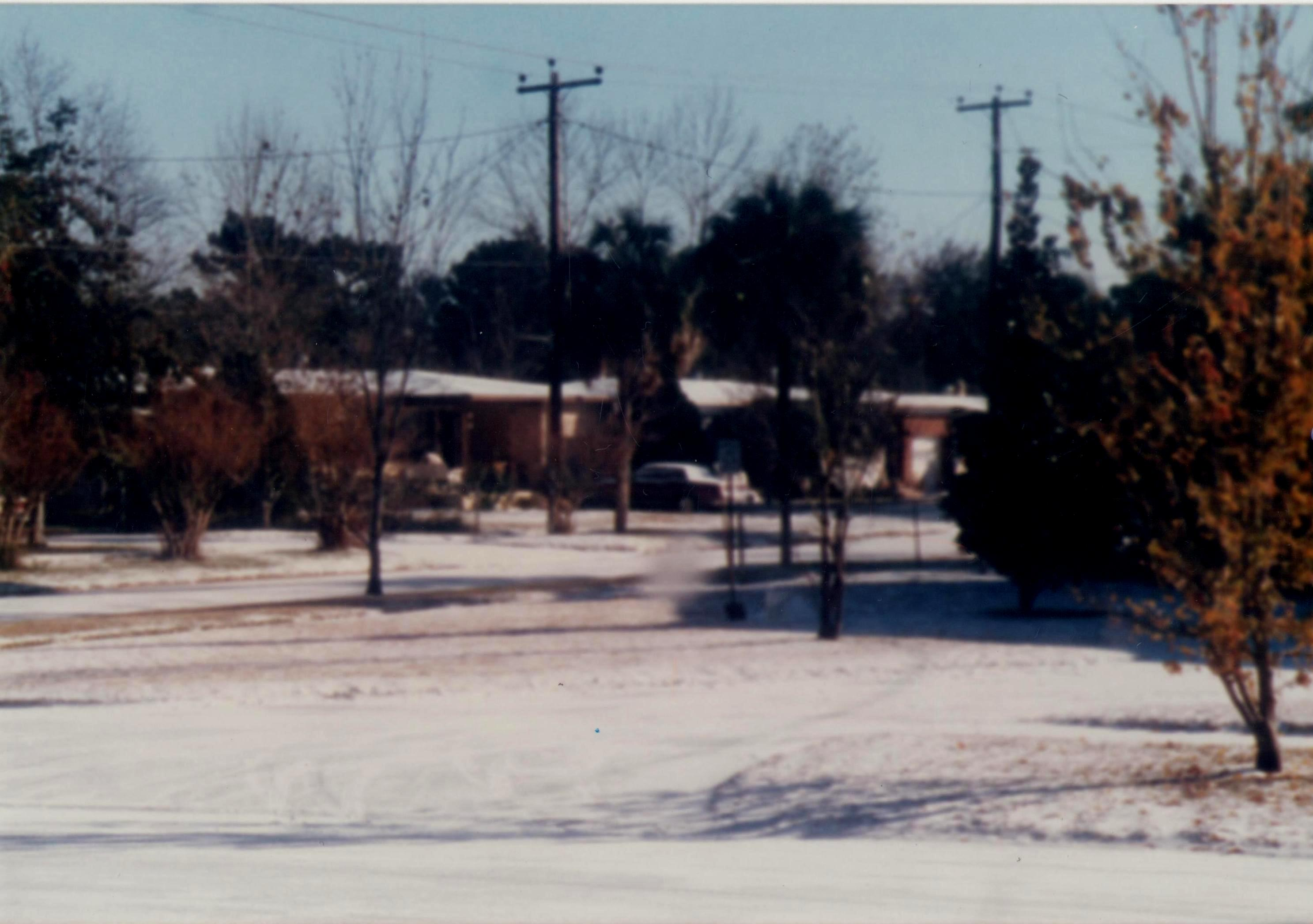
Снег во Флориде — редкое явление. Джэксонвилл, 1989 год.

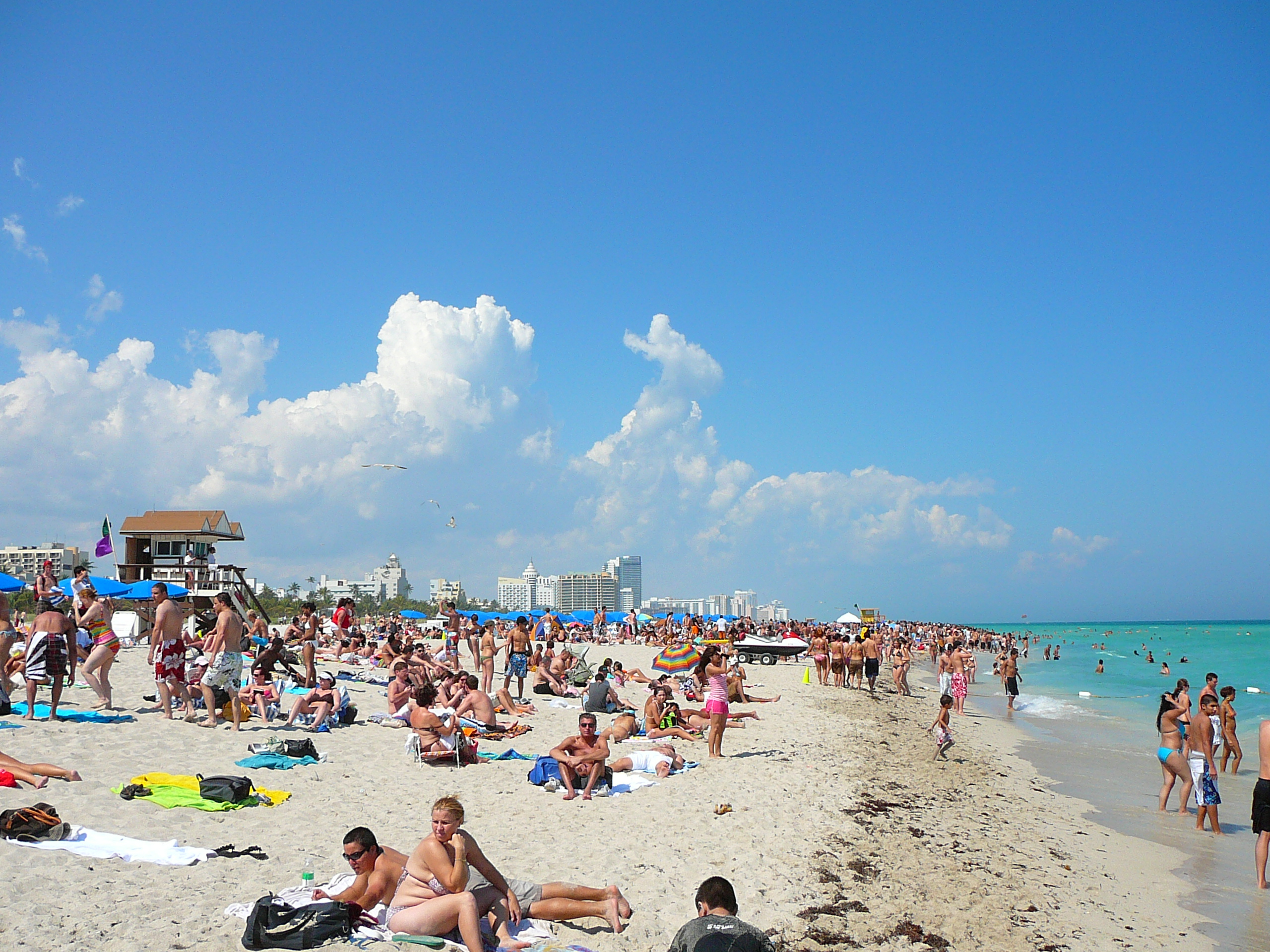
Типичный зимний день на пляже в Майами.

Климатически Флорида представляет две зоны: на большей части (а конкретно к северу от озера Окичоби) климат — влажный субтропический, южнее — тропический; на севере муссонный, южнее — океанический. Мягкая зима Майами делает его одним из главных мест туризма в зимний период.
Северная и Центральная Флорида в год получает 2400—2800 часов солнечного света, Южная — 2800-3200 часов.
Средняя температура лета — от 26 °С на севере до 28 °С на юге, зимы — от 12 °С на севере до 20 °С на юге. Летом температура редко превышает 38 °С. В центральной и южной части Флориды из-за морских бризов температура летом не очень высока. Самая высокая зарегистрированная температура была зарегистрирована близ Монтичелло (+43 °С), самая низкая неподалёку от Таллахасси (-19 °С). Зоны морозостойкости USDA — от 8a на севере до 10 на юге.
Среднее количество осадков наивысшее из штатов США. Штат часто посещают тропические грозы, он известен как чемпион по частоте ударов молнии. Грозы часто сопровождает град, не редкость там и торнадо. Наводнения причиняют особо крупный ущерб городам на юге Флориды, земли которого лежат почти на уровне моря. Осадки в виде снега никогда ещё не были зафиксированы на юге Флориды, только на севере были зафиксированы единичные случаи весьма кратковременных снегопадов, которые к тому же происходят не каждый год.

Ураган Эндрю 23 августа 1992 г.

В «сезон ураганов» летом и осенью существует постоянный риск ураганов. С 1855 по 2006 год через Флориду пронеслись 114 ураганов, 37 из них категории 3 и выше. Для тропических циклонов редкость — «пройти» мимо Флориды, также ураганы категории 4 в 83 % случаев задевают Флориду либо Техас. Современные методы строительства и точного предсказания погоды помогли снизить количество разрушений, причиняемых ураганами. Но это вовсе не означает, что рискованных ситуаций стало меньше: в августе 1992 года во время урагана Эндрю, который пронесся над юго-востоком Флориды, погибло более 40 человек. Материальный ущерб, причиненный ураганом оценивался более чем в 20 миллиардов долларов. В городе Хомстед, близ Майами, 90 % городских зданий получили повреждения. Обычно сезон дождей во Флориде продолжается с конца июля по начало ноября. А наиболее часто ураганы налетают на штат в сентябре.
Климат Флориды называют наиболее ценным и важным «природным ресурсом». Именно климат ежегодно привлекает в штат миллионы туристов и новых граждан — тех, кто любит тепло и вечнозелёные пальмы.
Но особенно много гостей штата приезжает во Флориду зимой. Зимой южная Флорида — одно из самых теплых мест на североамериканском континенте. Средние температуры января там приблизительно от +18° до +21 °C.
| Город       | Янв   | Фев   | Мар   | Апр   | Май   | Июн   | Июл   | Авг   | Сен   | Окт   | Ноя   | Дек   |
| ----------- | ----- | ----- | ----- | ----- | ----- | ----- | ----- | ----- | ----- | ----- | ----- | ----- |
| Джэксонвилл | 18/6  | 20/7  | 23/10 | 26/13 | 30/18 | 32/21 | 33/23 | 33/23 | 31/21 | 27/16 | 23/11 | 19/7  |
| Ки-Уэст     | 24/18 | 24/19 | 26/21 | 28/22 | 29/24 | 31/26 | 32/27 | 32/27 | 31/26 | 29/24 | 27/22 | 24/19 |
| Мелборн     | 22/11 | 23/11 | 25/14 | 27/16 | 29/19 | 31/22 | 32/23 | 32/23 | 31/22 | 28/19 | 26/16 | 23/12 |
| Майами      | 24/16 | 25/16 | 27/18 | 28/20 | 30/22 | 31/24 | 32/25 | 32/25 | 31/24 | 29/22 | 27/19 | 25/17 |
| Пенсакола   | 16/6  | 18/8  | 21/11 | 24/14 | 29/19 | 32/22 | 32/23 | 32/23 | 31/21 | 27/16 | 21/10 | 17/7  |
| Таллахасси  | 18/4  | 19/6  | 23/9  | 27/12 | 31/17 | 33/21 | 33/22 | 33/22 | 31/20 | 27/14 | 22/8  | 19/5  |
| Тампа       | 22/11 | 22/11 | 25/14 | 28/17 | 31/20 | 32/23 | 32/24 | 32/24 | 32/23 | 29/19 | 25/14 | 22/11 |

### Геология
Полуостров Флорида представляет собой плато из карстовых известняков, находящееся на вершине скалы, известной как платформа Флорида. Крупнейшие месторождения калийной соли в Соединённых Штатах находятся в штате Флорида.
Развернутые системы подводных пещер, карстовых воронок и родников находятся на всей территории штата и поставляют большую часть воды, используемой местными жителями. Известняк покрыт песком, накопившимся на древних пляжах в течение миллионов лет, ещё с периода поднятия уровня моря. Последняя ледниковая эпоха была ознаменована снижением уровня моря и становлением сухого климата, благодаря чему площадь суши полуострова увеличилась. Геология полуострова стала саванного типа. Эверглейдс, чрезвычайно широкая, медленно текущая река охватывает южный край полуострова. Карстовые воронки повредили частную собственность в общей сложности на $ 2 млрд за период с 2006 по 2010 год.
Флорида занимает последнее место среди штатов США по количеству землетрясений в США. Землетрясения в штате редки, потому что Флорида не находится у границ тектонических плит.

### Флора

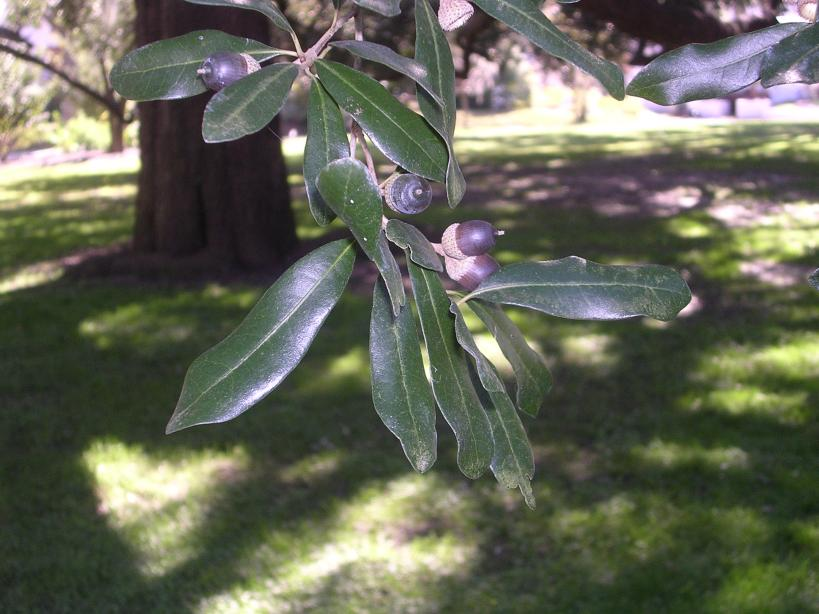
Листья и жёлуди южного вечнозелёного дуба (Quercus virginiana)

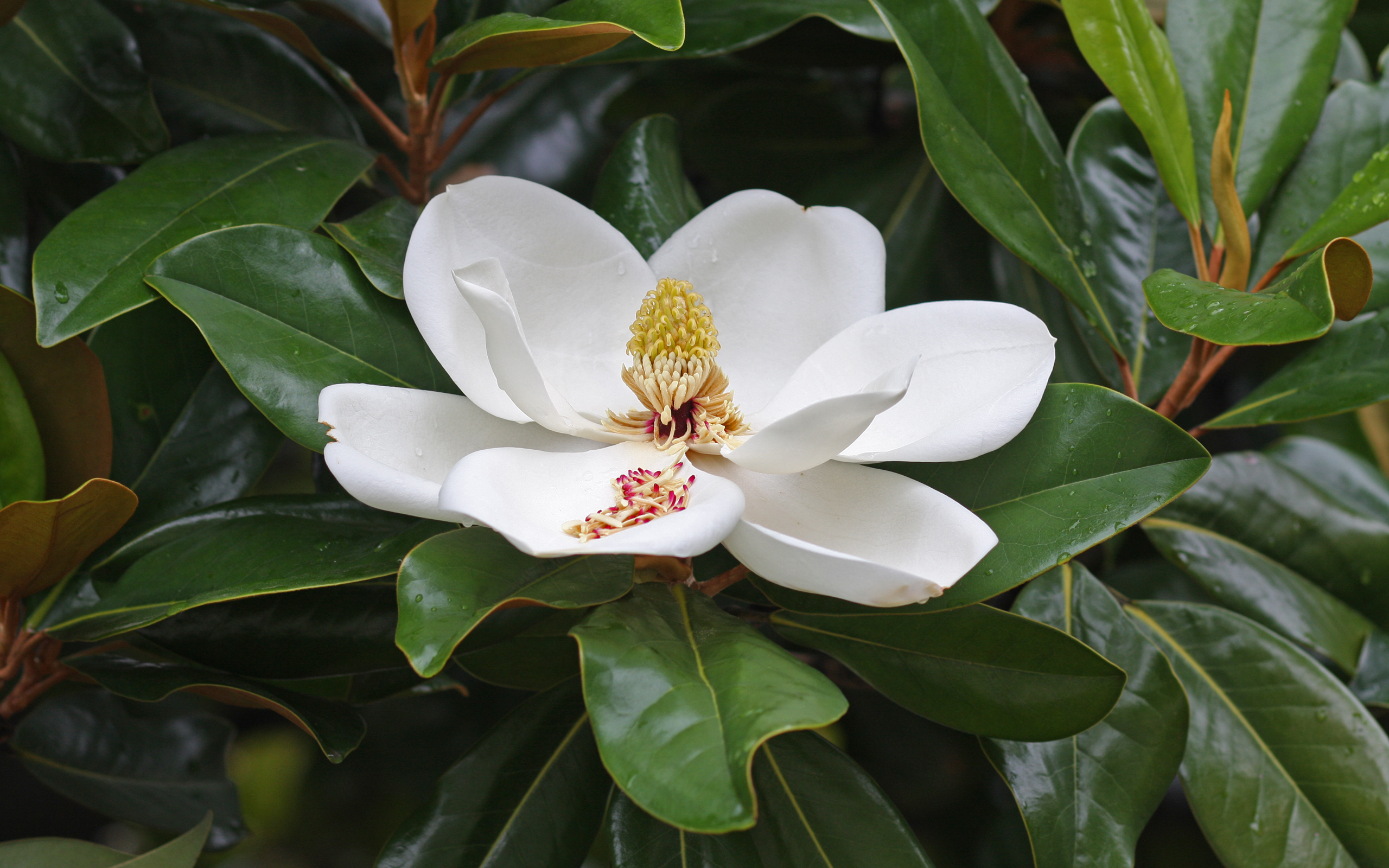
Магнолия крупноцветковая (Magnólia grandiflóra)

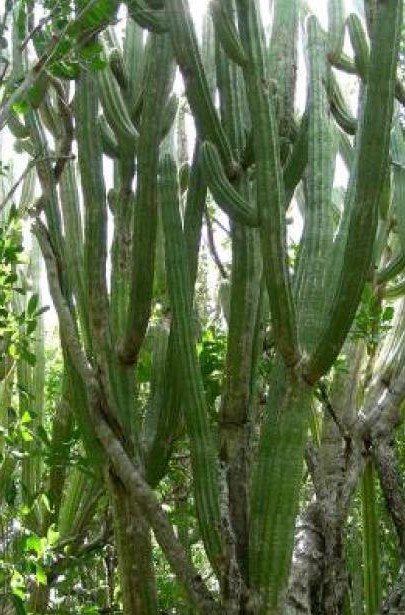
Кактус Pilosocereus robinii. Существует семь известных популяций этого растения во Флориде, расположенных на четырёх островах Флорида-Кис.

На территории штата Флорида выделяются несколько, заметно отличающихся друг от друга, растительных зон:
Зона субтропических открытых лесов, отличающаяся обилием цветов, в том числе большим разнообразием орхидей, которых насчитывается более 60 разновидностей.
Зона кустарниковых лесов, состоящих в основном из низкорослых песчаных сосен. В этой же зоне произрастают также пальметто, мерилендский дуб и чёрный дуб.
Зоны болот, среди них встречаются как огромные болота типа Эверглейдс, так и относительно небольшие участки так называемых соляных болот.
Зоны лесов, в которых преобладают как деревья твердых пород, так и различные хвойные деревья. Эти леса в основном расположены в северных частях Флориды. Преобладающие породы деревьев — болотная сосна и другие виды сосен, различные виды дубов и кипарисов.
Зона саванн в центральной части Флориды, в которых произрастают такие растения как салат-латук и американский лотос.
В южных районах Флориды в настоящее время произрастает более 100 видов пальм, распространенными из которых являются королевская пальма и кокосовая. Изначально на территории штата произрастали около 15 видов пальм, остальные виды были завезены за последние 200 лет и акклиматизированы в благоприятном для них климате. Некоторые виды пальм, такие как ротанговая пальма также прекрасно произрастают даже в северных районах Флориды, где они соседствуют с дубами и магнолиями.
Почти у всех видов кактусов и орхидей штата, а также у большинства видов папоротников и многих видов пальм в настоящее время резко сокращаются ареалы и их численность падает. К примеру такие растения как Харрисия душистая, тис флоридский, ключевидный кактус, кактус «коровий рог», а также некоторые виды рододендрона находятся на грани почти полного исчезновения.
Некоторые растения имеют обширное хозяйственное применение, например Кокколоба ягодоносная.

### Фауна

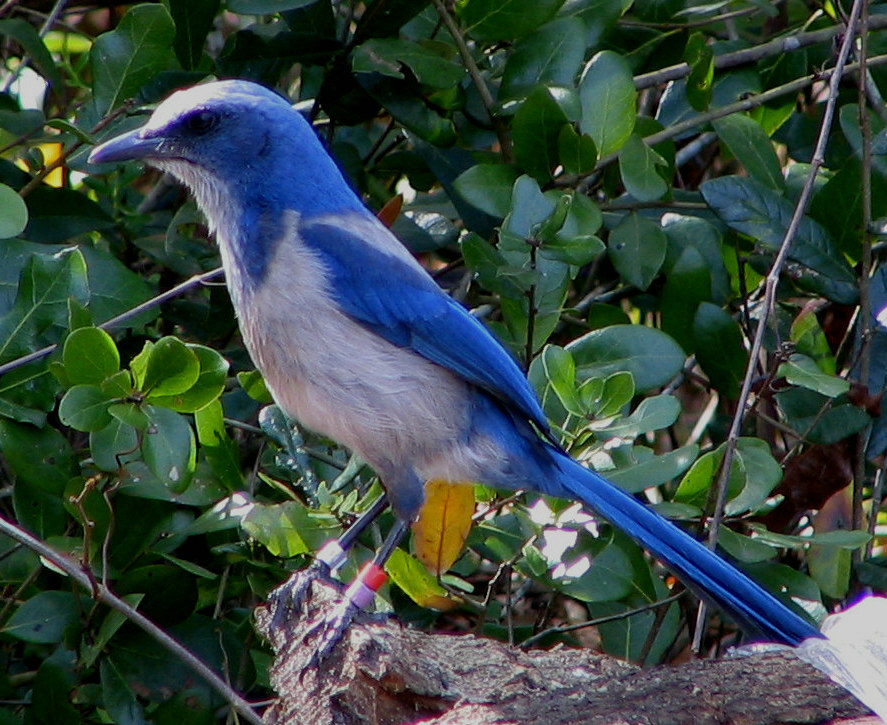
Голубая кустарниковая сойка — эндемик Флориды.

Фауна Флориды очень разнообразна и включает таких представителей:
- Морские млекопитающие: дельфин-афалина, дельфин короткоплавниковая гринда, североатлантический гладкий кит, американский ламантин.
- Рептилии: американский аллигатор, некоторые крокодилы (острорылый крокодил), арлекиновый коралловый аспид, ромбический гремучник, просяной карликовый гремучник, поперечнополосатая королевская змея, молочная змея, черепахи зеленая, кожистая и гофер-полифем, неядовитые змеи рода Drymarchon. Около девяти видов удавов и питонов, попавших на территорию штата из Южной Америки, Африки и Азии, прекрасно прижились особенно в южной части полуострова, а некоторые даже стали успешно размножаться, например сетчатый питон (Python reticulatus), жёлтая анаконда (Eunectes murinus) и тигровый питон (Python molurus bivittatus), эти змеи стали представлять опасность для редких видов животных и птиц штата.
- Млекопитающие: флоридская пума (в критическом состоянии), канадская выдра, норка, флоридский кролик, болотный кролик, енот, полосатый скунс, белки, белохвостый олень, рифовый олень, рыжая рысь, серая лисица, койот, кабан (акклиматизирован человеком и наряду с одичавшими домашними свиньями наносит ущерб экосистеме), флоридский барибал, девятипоясный броненосец.
- Птицы: Около 11 видов колибри встречается на территории штата, среди других птиц белоголовый орлан, Caracara cheriway, общественный коршун-слизнеед, скопа, американский белый и бурый пеликаны, чайки, американский и канадский журавли, розовая колпица, голубая кустарниковая сойка, попугай-монах, эндемичный подвид индейки osceola.
- Рыбы: В прибрежных зонах более 150 различных видов рыб. Внутренние водоемы и реки Флориды насчитывают несколько десятков видов пресноводных рыб.
- Беспозвоночные: Во Флориде только местных бабочек насчитывается более 300 видов, из других насекомых характерны муравьи-древоточцы, термиты, таракан Periplaneta americana, африканизированная пчела, муравей огненный импортный красный.

Вымершими растениями и животными Флориды, сохранившимися в виде ископаемых остатков, занимается палеонтология.

### Экология
Флорида 45 из 50 штатов по потреблению энергии и топлива, производит 6 % от общего производства страны. На сегодняшний день 4 % создаются благодаря использованию возобновляемых ресурсов. Скорость рециркуляции составляет 28 % на 2000 год, с 2008 г. была поставлена цель довести этот показатель к 75 % к 2020 г.
Считается, что большие запасы нефти содержатся к западу от Флориды, в Мексиканском заливе, однако этот район закрыт для разведки с 1981 г.
Красные приливы — проблема на юго-западном побережье Флориды, вырабатываемый водорослями-динофлагеллятами нейротоксин бреветоксин сильно вредит прибрежной экосистеме. Однако на сегодняшний день нет подтверждений, что красные приливы вызваны или усилены какими-либо загрязнениями.
Флоридская пума близка к вымиранию. Часто они погибают в результате автомобильных столкновений, так в 2009 году так погибло 23 особи. На сегодняшний день популяция состоит из около 100 особей. Центр Биологического Разнообразия и другие организации по защите природы создают заповедники для охраны пумы.
Также в опасности находятся ламантины.
Проблемой экологии также являются лесные пожары. Так в 2010 году в штате сгорело 11 000 км².

## Население
| 1910        | 1920        | 1930        | 1940        | 1950       | 1960       | 1970       | 1980       | 1990        |
| ----------- | ----------- | ----------- | ----------- | ---------- | ---------- | ---------- | ---------- | ----------- |
| 752 619     | ↗968 470    | ↗1 468 211  | ↗1 897 414  | ↗2 771 305 | ↗4 951 560 | ↗6 789 443 | ↗9 746 324 | ↗12 937 926 |
| 2000        | 2010        | 2015        | 2020        |            |            |            |            |             |
| ↗15 982 378 | ↗18 801 310 | ↗20 271 272 | ↗21 538 187 |            |            |            |            |             |

Современная Флорида отличается пёстрым расовым и языковым составом населения. Исконное население до XVI века — исключительно индейские племена, которые в испанский период смешались колонистами из Испании и беглыми чернокожими рабами, усвоив испанский язык. Вторжение США завершилось массовой депортацией смешанного испаноязычного населения и заменой его на типичную для США двухрасовую модель (свободных белых англоязычных колонистов и чернокожих рабов). До начала массовой миграции чёрных на север, а белых на юг, доля чернокожих в штате достигала 50 % (начало XX века). Затем доля белых постепенно нарастала, достигнув 80 % к началу 60-х.
С конца 60-х XX века наметилась тенденция к сокращению доли белого англоязычного населения и росту доли латиноамериканцев и чернокожих за счёт более высокого естественного прироста и интенсивной иммиграции.
По переписи 1990 года процентное соотношение рас в населении Флориды было следующим (%):
- 70,2 неиспаноязычные белые;
- 13,6 чернокожие;
- 12,8 латиноамериканцы;
- 1,2 азиаты;
- 0,3 индейцы.

По переписи 2000 года процентное соотношение рас в населении Флориды было следующим:
- 66,4 неиспаноязычные белые;
- 16,8 латиноамериканцы;
- 14,5 чернокожие;
- 2,0 азиаты;
- 0,3 индейцы.

По оценке на 2007 год:
- 61,5 неиспаноязычные белые;
- 20,5 латиноамериканцы;
- 15,2 чернокожие;
- 2,5 азиаты;
- 0,3 индейцы.

По переписи 2010 года:
- 57,9 неиспаноязычные белые;
- 22,5 латиноамериканцы;
- 16,0 чернокожие;
- 2,4 азиаты;
- 0,4 индейцы.

Всего белых в штате около 80 %. Подавляющее большинство местных кубинцев относится к белым.
Латиноамериканцы Флориды — в основном, бывшие кубинцы и дети тех, кто покинул остров в связи с революционными событиями 50-х гг. XX века.
Многие из коренных индейцев Флориды — потомки племени Семинол (Seminole), предки которых под натиском белых отступили в болота Эверглейдс после второй Войны Семинолов в 1842 году. Одна группа семинолов штата сейчас живёт в резервациях на болотах к северу и востоку от озера Окичоби. Другая — в резервации на Большом Кипарисовом Болоте (Big Cypress Swamp), что лежит на северо-западе Эверглейдс. В 1957 году индейцы основали сообщество племен флоридских семинолов «Seminole Tribe of Florida, Inc.» и избрали своё первое (с 1848 года) конституционное правительство.

### Религия
Согласно данным Американского религиозного опроса среди населения Флориды 76 % христиан, из них 27 % населения — католики, 4 % исповедуют другие религии, 14 % атеисты и 6 % не ответили на вопрос о религиозной принадлежности.

### Преступность
Преступность в штате Флорида выше, чем средняя по стране. В целом ситуация по уровню зарегистрированных преступлений идет на спад. Пиковый период пришёлся на 2006—2007 год.

## Достопримечательности
Национальный парк Эверглейдс на юге Флориды является крупнейшим из охраняемых парков в юго-восточной части Соединённых Штатов. Болота Эверглейдс занимают оконечность полуострова Флорида, ограничиваются с запада Мексиканским заливом и с юга островами Флорида-Кис. Здесь живёт огромное количество животных, в том числе много аллигаторов, реже встречается американский крокодил. Обитают колибри и другие птицы.
Также во Флориде насчитывается 161 парк штата.

## Административное устройство
В штате Флорида 67 округов.
В законодательном собрании штата имеются две палаты — сенат из 40 членов и палата представителей, насчитывающая 120 членов.

## Экономика

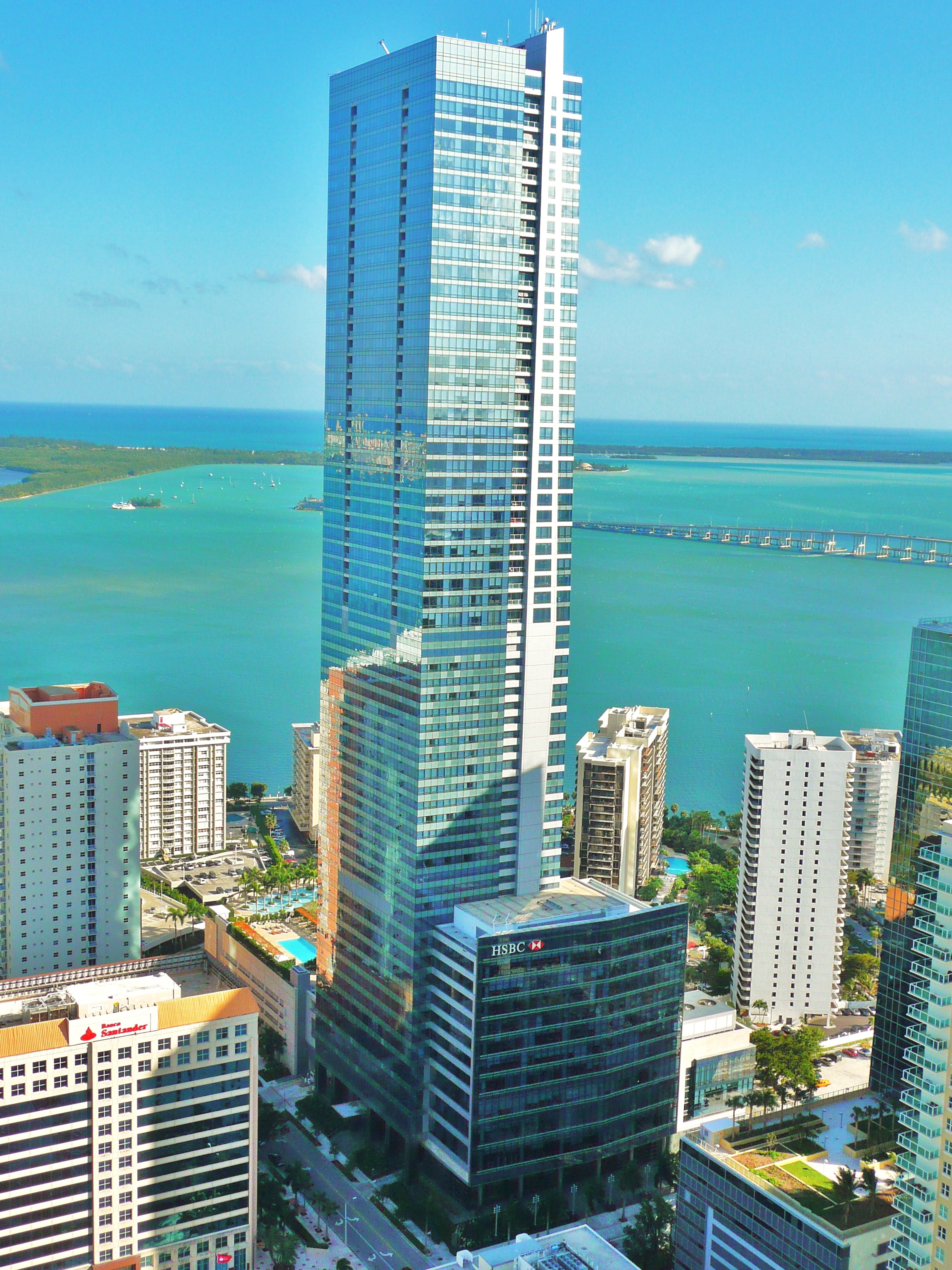
Отель «Четыре сезона» — самое высокое здание Флориды

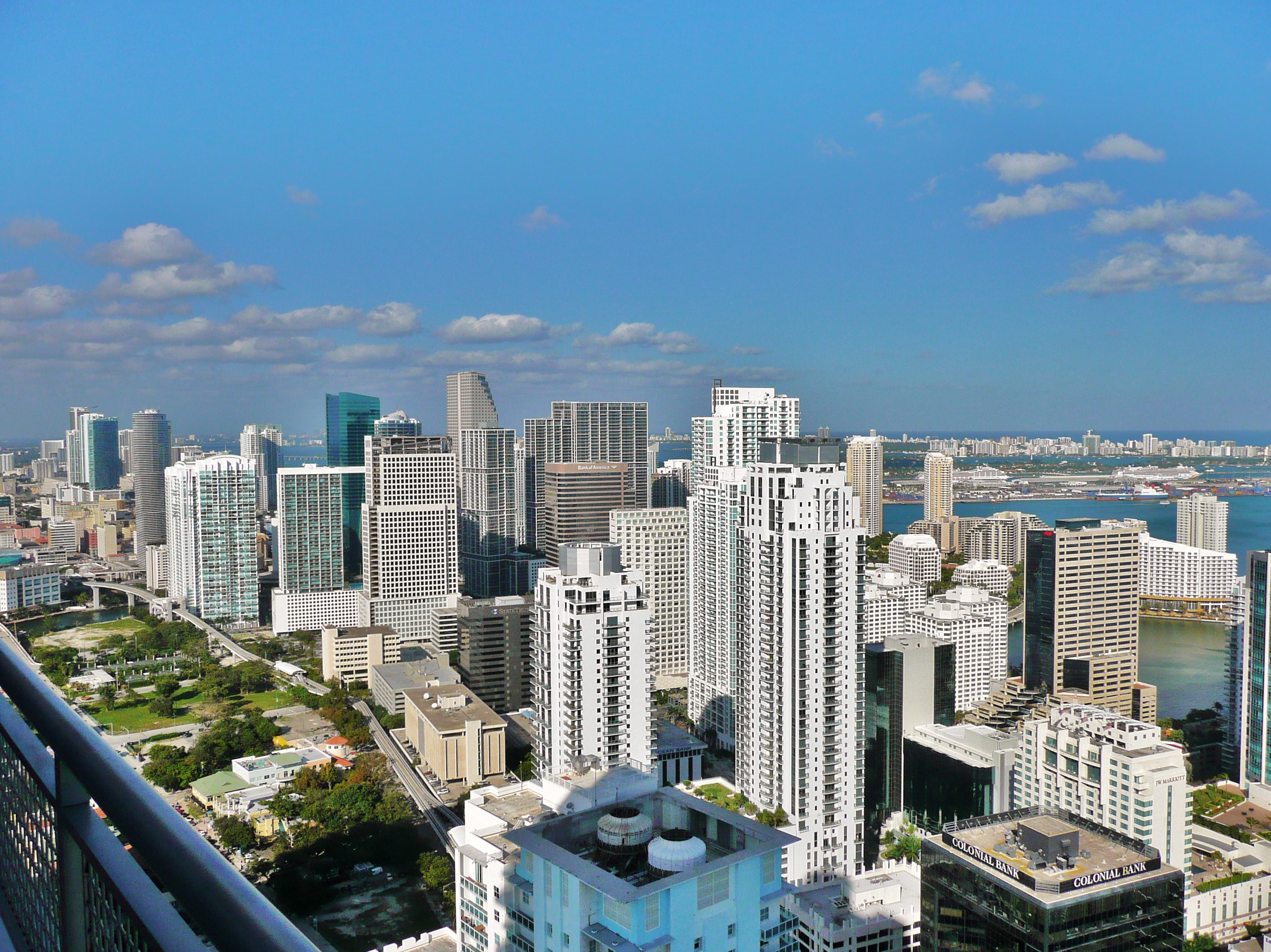
Брикелл — крупнейшее средоточие интернациональных банков в США

ВВП штата Флорида составляет $776,3 млрд. — 4-е место в США (август 2011 г.), что сопоставимо с ВВП Австралии.
Флорида — ведущий штат США по производству цитрусовых. Ежегодно две трети урожая страны составляют цитрусовые, собранные в рощах Флориды. В основном это апельсины и грейпфруты.
Только однажды за последние 100 лет урожай цитрусовых Флориды погиб в результате похолодания. Это случилось в конце 80-х годов XX века. Фермерам, хозяйства которых располагались к северу от городов Лейкленд и Орландо, пришлось отказаться от производства цитрусовых. В прошлом, когда на рынок поступали подмороженные фрукты, цены на цитрусовые резко падали и фермеры разорялись. Сейчас строгий рыночный контроль комиссии Флориды по производству цитрусовых помогает поддерживать цены на должном уровне даже после холодных зим.
Другой важной сельскохозяйственной культурой штата считается табак, растущий главным образом на севере Флориды. Культивирование табака началось в конце 20-х гг. XX века, после того, как полчища грызунов, напавшие на хлопковые плантации Флориды, уничтожили большую часть урожая. Рыночным центром табаководства Флориды считается город Лайв-Ок (Live Oak).
Кроме цитрусовых и табака, в южной части Флориды выращивают и теплолюбивый сахарный тростник. Город Клюистон на южном берегу озера Окичоби является центром культивирования сахарного тростника Флориды. Производство этой сельхозкультуры было расширено после кубинской революции 1961 года, когда США прекратили импортировать сахарный тростник с острова.
Флорида — один из крупных поставщиков рыбы на рынки страны. Основные рыбацкие порты штата: на побережье Мексиканского залива это Пенсакола и Апалачикола, а на побережье Атлантики — города Фернандина-Бич (Fernandina Beach) и Нью-Смерна-Бич. И, конечно же, острова Флорида-Кис. Здесь добывают розовую креветку, её места обитания протянулись от Тампы до барьерных островов. Кроме креветок, рыбаки Флориды поставляют на рынки страны разные виды рыб, в том числе испанскую макрель, чёрную кефаль, а также моллюсков, омаров и крабов. В заливе Апалачикола разводят устриц.

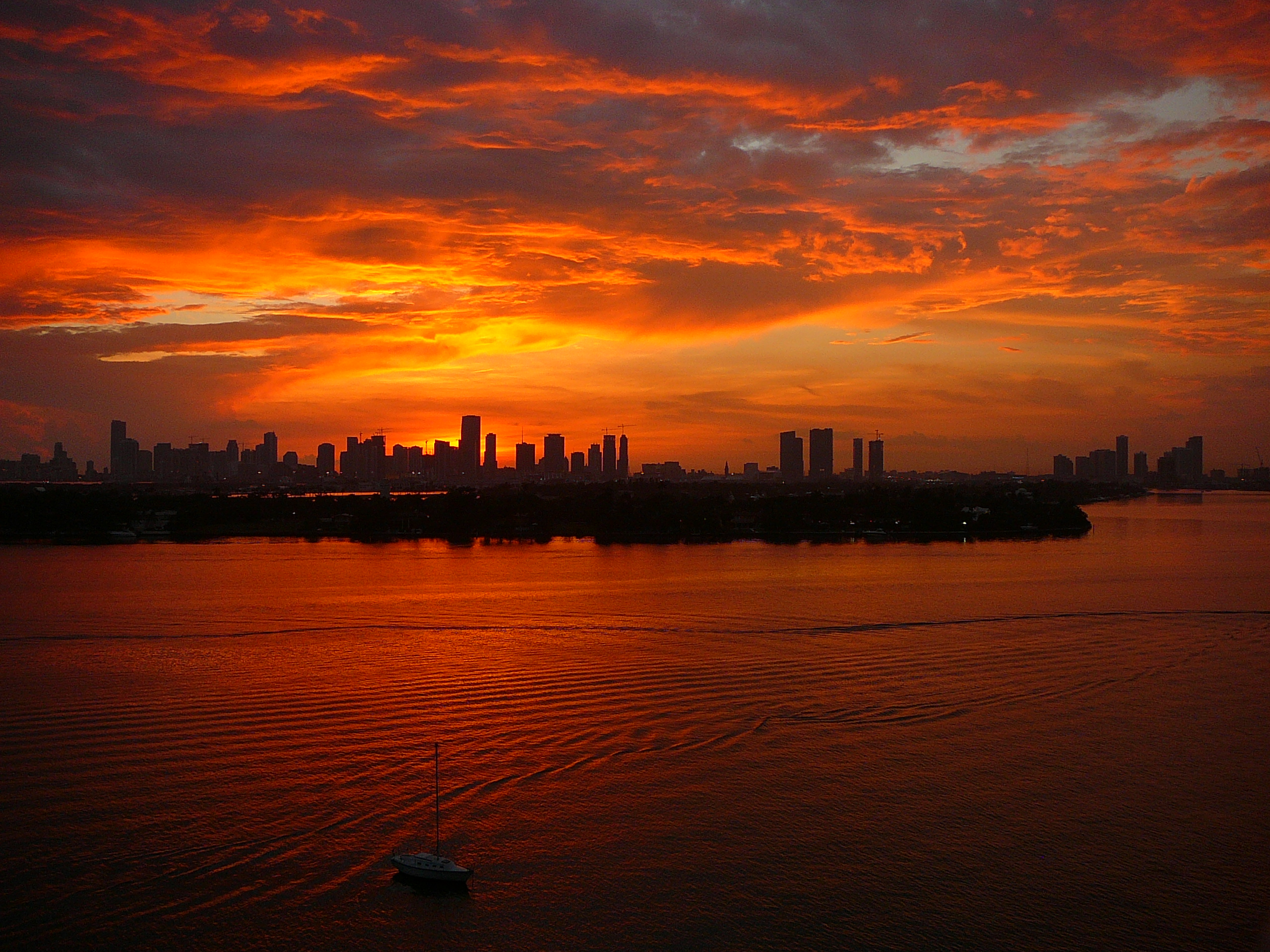
Майами со стороны залива

В штате очень популярно спортивное рыболовство. Его можно назвать важной отраслью туристической индустрии Флориды и хорошим источником доходов штата.
45 % территории Флориды покрыто лесами. Ещё в прежние времена сосновые леса Флориды являлись важнейшим источником древесины для военно-морского флота США. Но в XIX столетии этот источник был исчерпан — леса Флориды почти вырублены. Однако граждане штата посадили новые леса на месте старых вырубок, и в 1940 году лесопильное производство Флориды вновь стало набирать темпы.
Туристическая индустрия в экономике Флориды является важнейшей и приносит штату огромный доход. Наиболее популярные туристические центры Флориды — Майами, Майами-Бич, Орландо, где расположены парки «Мир Диснея» и Universal Orlando, Форт-Лодердейл, Палм-Бич (Флорида), Сент-Питерсберг, Панама-Сити, Пенсакола. А также города, располагающиеся в районах национальных парков. Именно туристическая индустрия самым лучшим образом повлияла на развитие промышленных отраслей экономики штата.
Основная часть самых высоких зданий Флориды возведена в 2000-х годах.

## Население
С 1920 года Флорида стала одним из четырёх наиболее быстро и успешно развивающихся штатов Америки. С 1920-го по 1990-й население увеличилось в 13 раз. По данным переписи населения Флориды в 2013 году в штате проживало 19 552 860 человек. Плотность населения распределена неравномерно. Приблизительно 85 % граждан штата живут в районах крупных городов и курортов побережья. В центральных и северо-западных областях полуострова — в сельскохозяйственных районах также проживает довольно много граждан Флориды, занимающихся сельским хозяйством. А вот обширные области южной Флориды, включая район Эверглейдс и острова побережья Мексиканского залива, фактически можно назвать необитаемыми.

## Города
| Город           | Население, тыс. |
| --------------- | --------------- |
| Джэксонвилл     | 777,7           |
| Майами          | 379,7           |
| Тампа           | 321,8           |
| Сент-Питерсберг | 249,1           |
| Хайалиа         | 224,5           |
| Орландо         | 205,6           |
| Форт-Лодердейл  | 164,6           |
| Таллахасси      | 156,6           |
| Пемброк-Пайнс   | 150,1           |
| Холливуд        | 144,5           |
| Корал-Спрингс   | 128,4           |
| Кейп-Корал      | 128,0           |
| Порт-Сент-Луси  | 118,4           |
| Гейнсвилл       | 108,9           |
| Клируотер       | 108,6           |
| Мирамар         | 101,5           |
| Майами-Гарденс  | 100,9           |
| Уэст-Палм-Бич   | 95,3            |
| Санрайз         | 90,2            |
| Майами-Бич      | 89,1            |
| Помпано-Бич     | 88,9            |
| Палм-Бей        | 88,8            |
| Лейкленд        | 88,4            |
| Спринг-Хилл     | 86,0 (2003)     |
| Плантейшн       | 85,5            |
| Брандон         | 85,0 (2003)     |
| Дейви           | 82,6            |

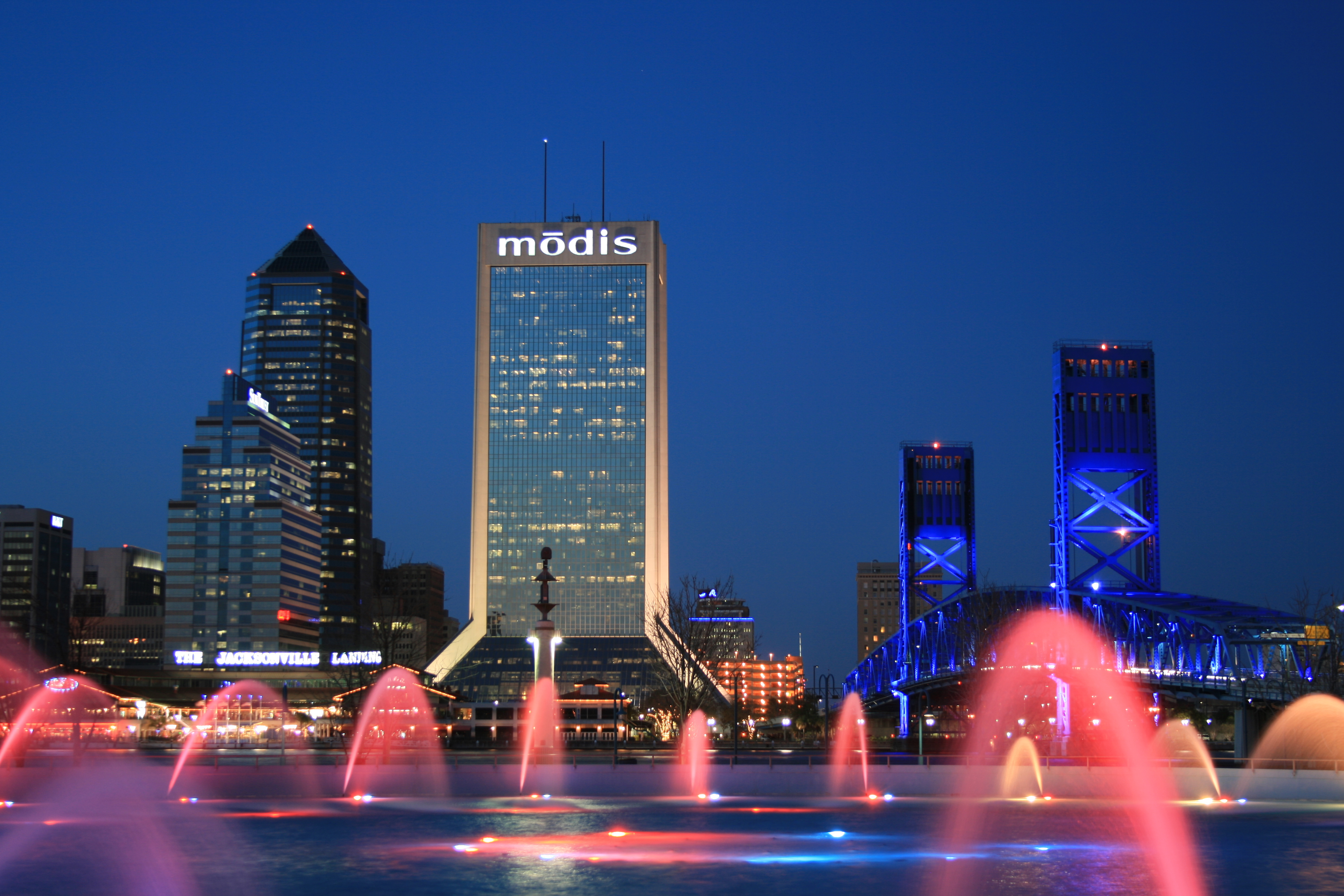
Джэксонвилл
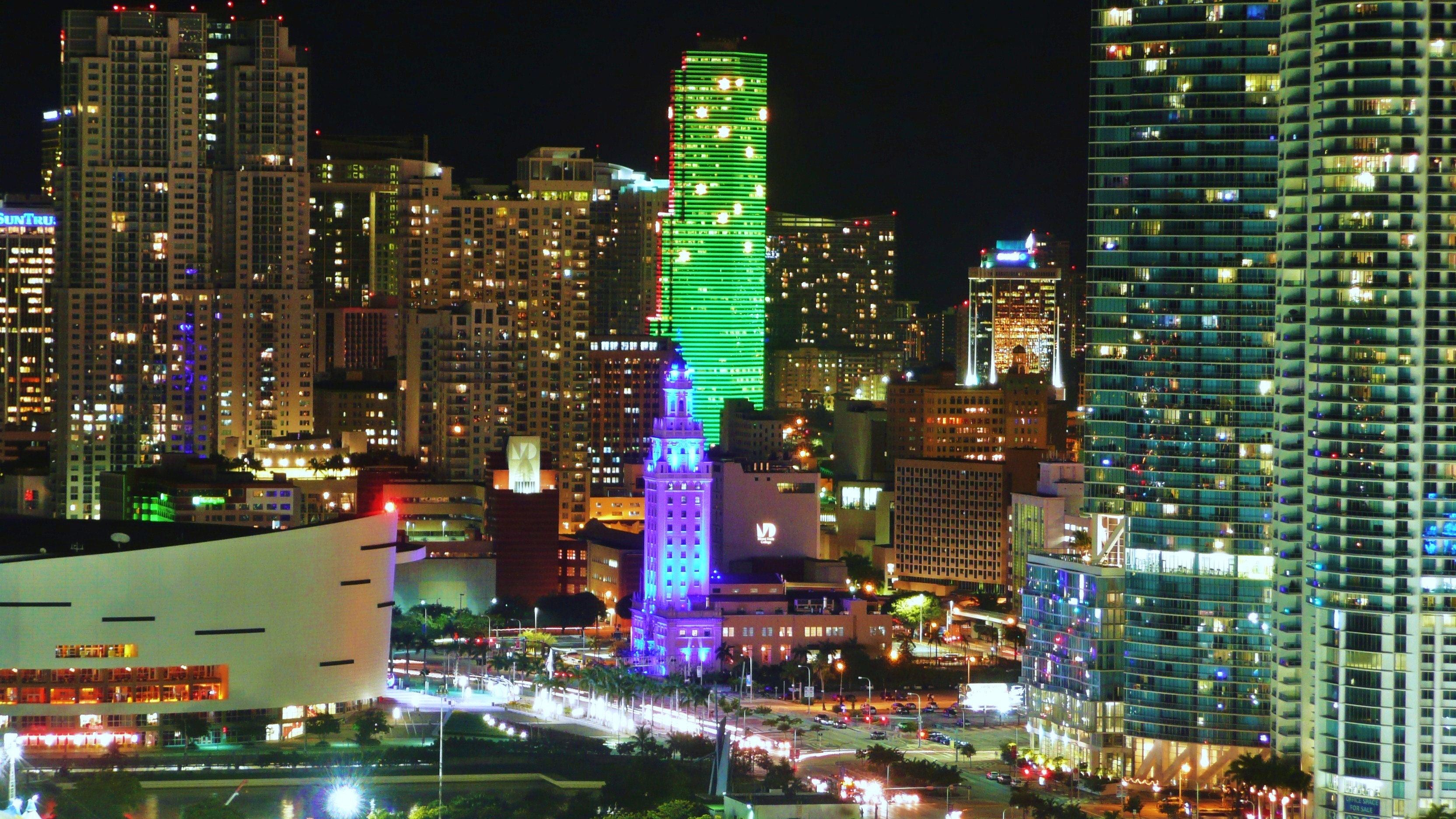
Майами
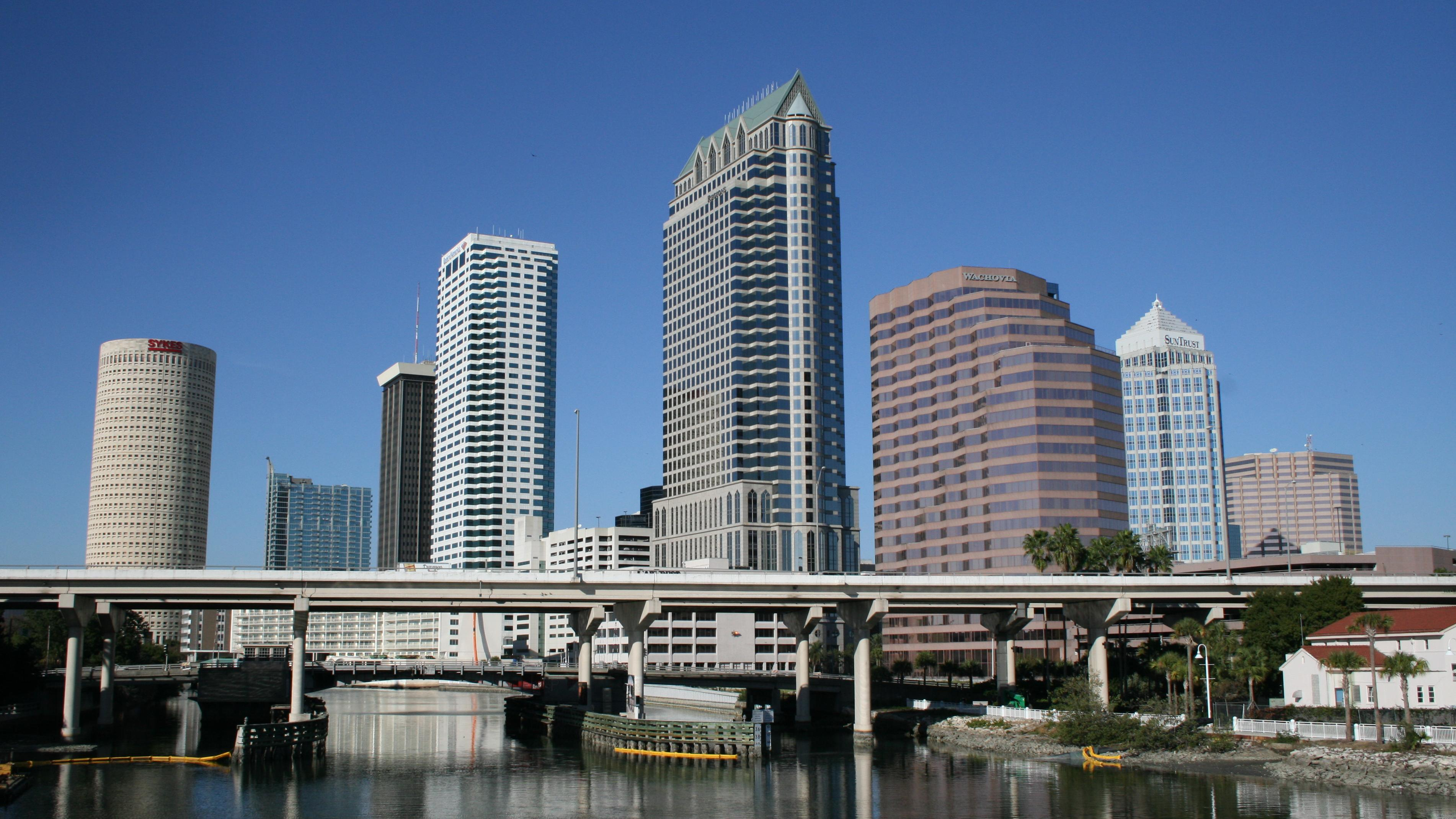
Тампа
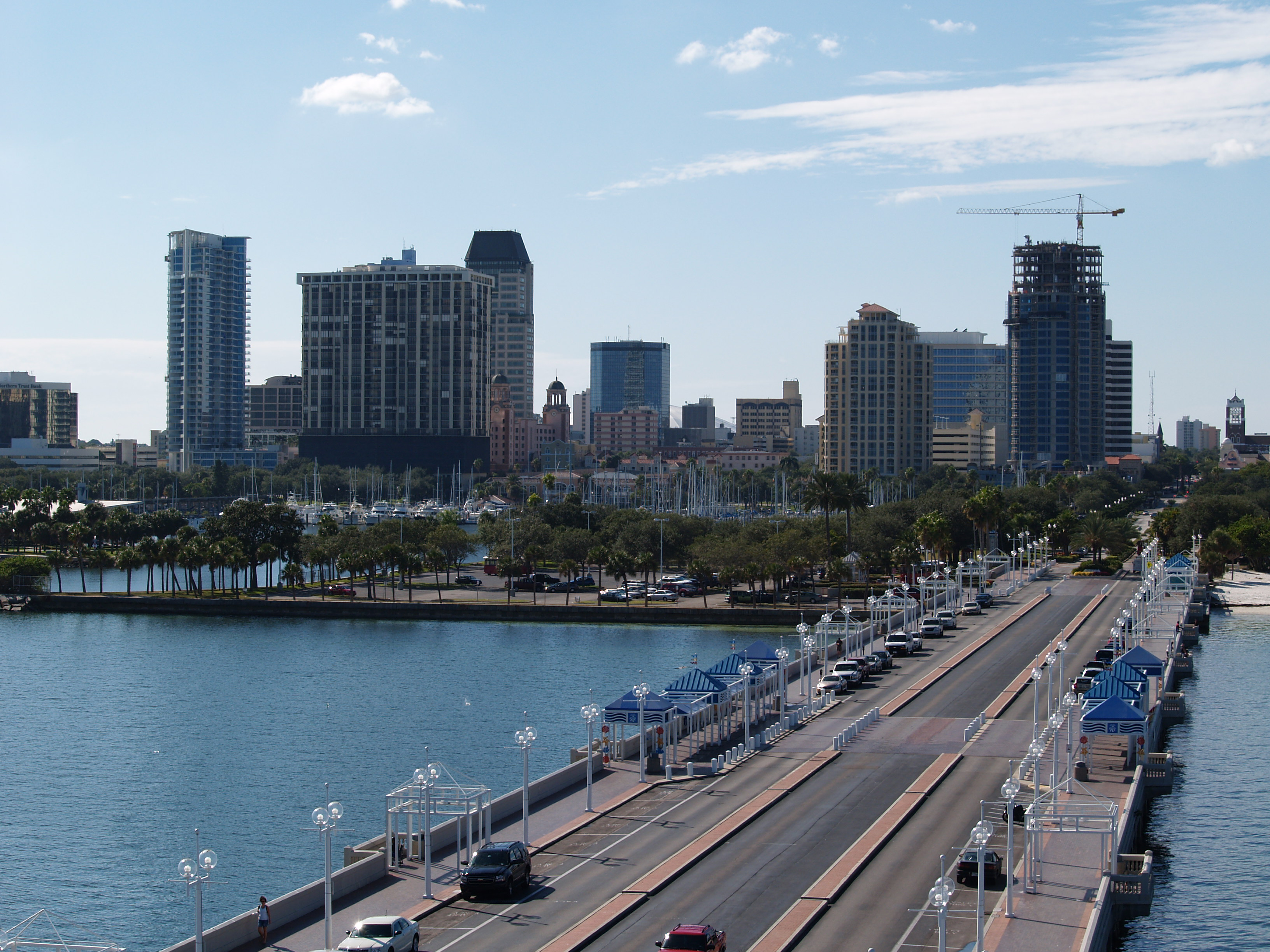
Сент-Питерсберг
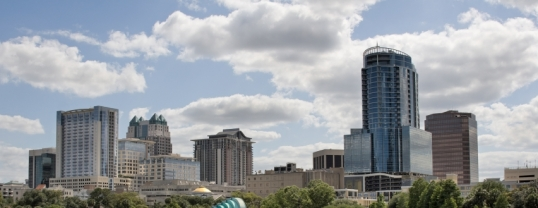
Орландо
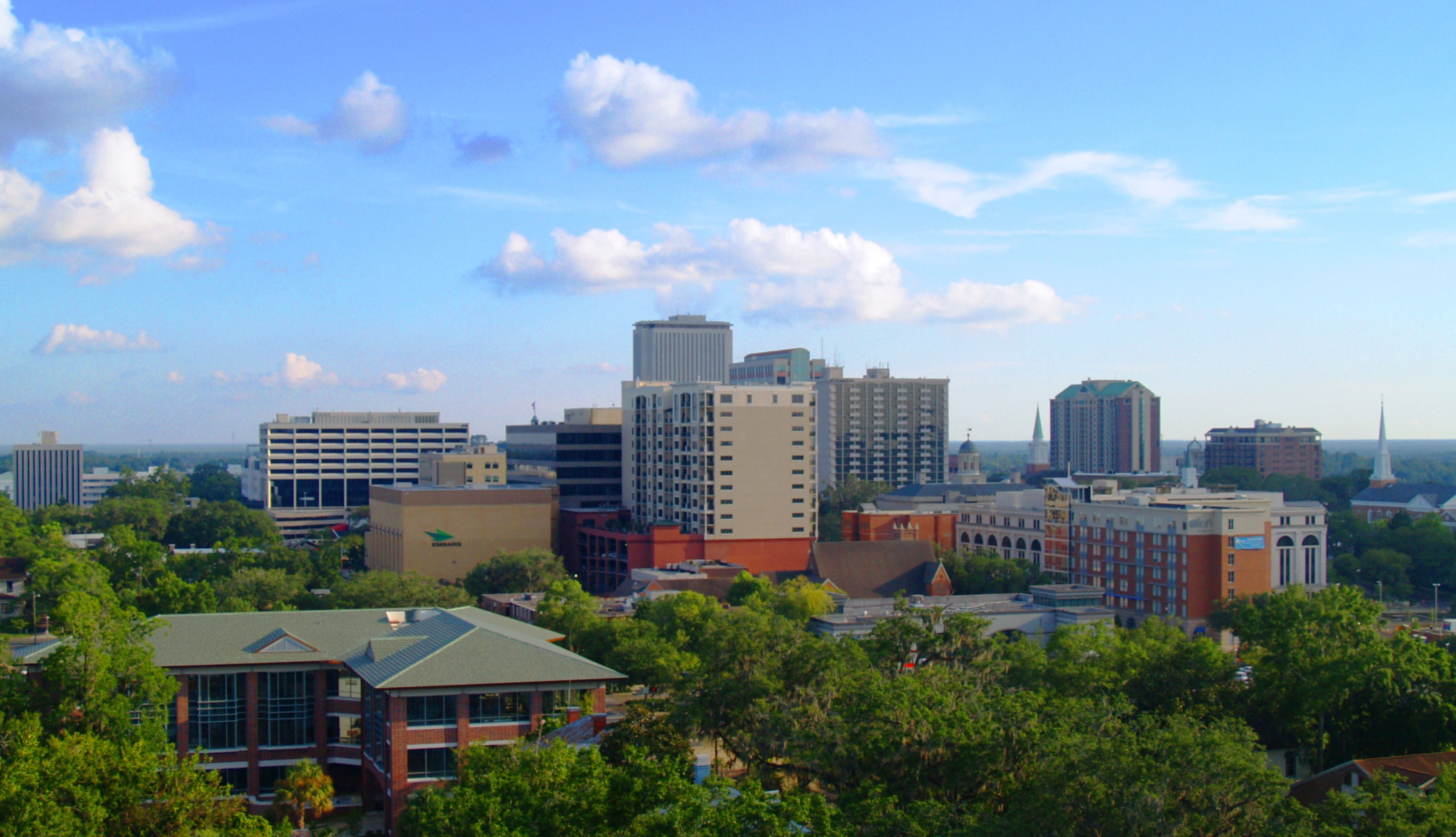
Таллахасси
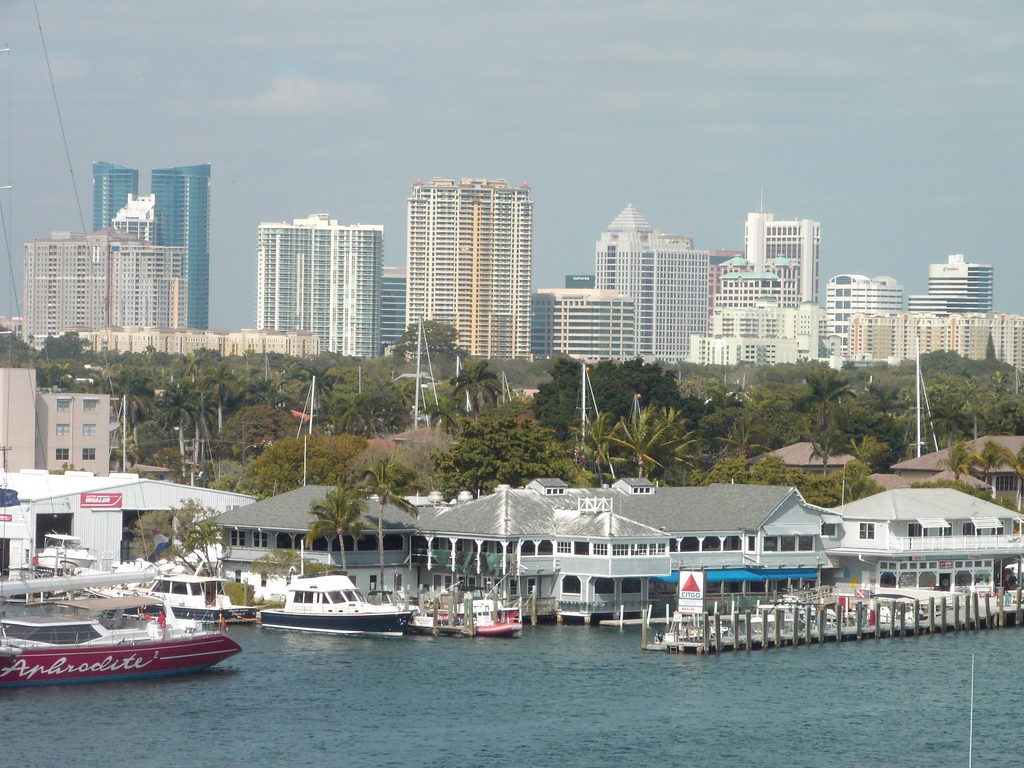
Форт-Лодердейл

## Области-побратимы
- Западно-Капская провинция (англ. Western Cape, африк. West-Kaap, зулу IKipi Lasentshonalanga), Южная Африка;
- Кёнгидо (кор. 경기도, 京畿道), Южная Корея;
- Лангедок — Руссильон (фр. Languedoc-Roussillon), Франция;
- Нуэва-Эспарта (исп. Nueva Esparta), Венесуэла;
- Префектура Вакаяма (яп. 和歌山県), Япония;
- Тайвань (кит. 臺灣省), Китайская Республика.